# ブッチャー・バション
ブッチャー・バション（Butcher Vachon）のリングネームで知られるポール・バション（Paul Vachon、1937年10月7日 - 2024年2月29日）は、カナダのプロレスラー。ケベック州モントリオール出身のフランス系カナダ人。
WWE殿堂者であるマッドドッグ・バションの実弟。娘のルナ・バション、妹のビビアン・バションもプロレスラーだった。
レスリングの強豪で喧嘩も滅法強かったマッドドッグ・バションと比べ実績面では劣るものの、小柄な兄とは対照的な巨漢のパワーファイターとして活躍した。ハングマンズ・ホールドを日本で初公開したレスラーでもある。

## 来歴
キャリア初期はロシア人ギミックのヒール、ニキタ・ゾロトフ（Nikita Zolotoff）に扮してアメリカ合衆国のテキサスや中西部で活動。1959年よりカナダのカルガリー地区において、ポール "ザ・ブッチャー" バション（Paul "The Butcher" Vachon）を名乗って兄のモーリス "マッドドッグ" バションとのタッグチームを本格的に結成する。1960年代からはテキサス、ジョージア、ノースカロライナなどアメリカ南部を席巻、モーリスとの極悪兄弟コンビで各地のタッグ・タイトルを奪取した。
1967年4月には単独で日本プロレスに来日し、第9回ワールドリーグ戦に出場。対日本陣営ではジャイアント馬場、吉村道明、グレート・イトー、デューク・ケオムカには敗退するも、芳の里とミツ・ヒライからは勝利を収めた。4月15日の大阪府立体育館大会ではダン・ミラーと組み、吉村&大木金太郎のアジアタッグ王座に挑戦した。帰国後はジョージアに定着して、1968年の末までスタン・バションとのギミック上の兄弟コンビで活動した。
1969年よりAWAに参戦し、再びモーリスと合体。ディック・ザ・ブルーザー&クラッシャー・リソワスキーの極道コンビと抗争を繰り広げ、同年8月30日にシカゴにてAWA世界タッグ王座を奪取した。以降、バーン・ガニア&クラッシャー、ウイルバー・スナイダー&エドワード・カーペンティア、ボボ・ブラジル&アーニー・ラッドなどのチームを相手に防衛を重ね、1971年2月にはAWA世界タッグ王者チームとして国際プロレスに来日。グレート草津&サンダー杉山の挑戦を2度にわたって退けた。同年5月の王座陥落後もAWAを主戦場にしつつ、モーリスと共に主宰していた地元ケベックのグランプリ・レスリングやオンタリオ地区などカナダ各地でも活動。ポール&ジョー・ルダックやハリウッド・ブロンズと抗争し、ダスティ・ローデスとディック・マードックのテキサス・アウトローズとも対戦した。AWA地区では、1972年9月1日のシカゴ大会でアンドレ・ザ・ジャイアントをボディスラムで投げたことがある。
1973年にモーリスとのコンビを解消。1974年1月にはビル・ワットらと共に国際プロレスに再来日し、ストロング小林、ラッシャー木村、マイティ井上、アニマル浜口とシングルマッチで対戦した。
1975年はWWWFに登場。ユニオンデールやフィラデルフィアでブルーノ・サンマルチノのWWWFヘビー級王座に挑戦し、ニューヨークのマディソン・スクエア・ガーデンでは7月12日の定期戦でアンドレとのシングルマッチが組まれた。ボビー・ダンカンやジョージ・スティールをパートナーに、ドミニク・デヌーチ&ビクター・リベラが保持していたWWWF世界タッグ王座にも度々挑戦している。
1976年4月には新日本プロレスに初参加して、第3回ワールド大リーグ戦に出場したが、中堅クラスの星野勘太郎や木戸修に白星を献上するなど戦績は振るわなかった（キラー・カール・クラップの乱入もあって優勝者の坂口征二からはリングアウト勝ちを拾っている）。以降はロサンゼルスやフロリダを転戦し、1978年のWWWF参戦を最後にしばらくリングから離れた。
1983年下期より、全米進出を目前に控えていたWWFに復帰。ジミー・スヌーカ、サージェント・スローター、トニー・アトラスなどベビーフェイス勢のジョバーを務め、1984年8月25日のMSG定期戦ではファビュラス・フリーバーズとも対戦した。なお、1984年にはモーリスもベビーフェイスとしてWWFに参戦している。ポールがヒールのポジションだったため兄弟タッグ再結成は実現しなかったものの、USAネットワークの番組 "Tuesday Night Titans" にてポールのフィクションの結婚式が執り行われ、モーリスの列席のもとビンス・マクマホンが式の司会を務めるなどの寸劇が展開された（フレッド・ブラッシー、ルー・アルバーノ、デビッド・シュルツ、ジェシー・ベンチュラ、ジョージ・スティールらゲストの悪ノリにより、セレモニーやレセプションは滅茶苦茶にされている）。これはWWEにおける初のウエディング・スキットであり、1980年代に発売されたビデオソフトにも収録されていたため、近年でも動画サイトなどで映像を確認することができる。
現役引退後の1985年10月、ケベックのグランプリ・レスリング以来の旧友大剛鉄之助の仲介により、ジャイアント・グスタブなるモントリオール出身の巨漢選手のマネージャーとして9年半ぶりに新日本プロレスに来日。アントニオ猪木への挑戦をアピールしたが、猪木対グスタブ戦は実現しなかった。翌1986年にも旗揚げされたばかりのジャパン女子プロレスに、娘のルナ・バションのマネージャーとして来日した。
1993年、結腸癌と診断され、結腸の半分を除去。2003年にも咽頭癌を患い放射線療法を施したが、その結果、2009年に顎の矯正手術を受けている。闘病生活を続ける一方で、2003年には自著 "When Wrestling Was Real" を自費出版した。
2019年には兄のモーリスとのドキュメンタリー映画 "Mad Dog & The Butcher" が公開された。
2024年2月29日、死去。86歳没。

## 得意技
- ハングマンズ・ホールド（The Hangman's Noose）
- ベアハッグ
- エルボー・ドロップ

## 獲得タイトル
アメリカン・レスリング・アソシエーション
- AWA中西部タッグ王座：1回（w / マッドドッグ・バション）
- AWA世界タッグ王座：2回（w / マッドドッグ・バション）[9]

サウスウエスト・スポーツ・インク
- NWAテキサス・タッグ王座：2回（w / イワン・ザ・テリブル、マッドドッグ・バション）[28]

スタンピード・レスリング
- NWAカナディアン・タッグ王座（カルガリー版）：3回（w / マッドドッグ・バション）
- NWAインターナショナル・タッグ王座（カルガリー版）：3回（w / マッドドッグ・バション）

ミッドアトランティック・チャンピオンシップ・レスリング
- NWA南部タッグ王座（ミッドアトランティック版）：1回（w / マッドドッグ・バション）[29]

ミッドサウス・スポーツ
- NWA世界タッグ王座（ジョージア版）：3回（w / マッドドッグ・バション、スタン・バション×２）[30]
- NWA南部タッグ王座（ジョージア版）：3回（w / スタン・バション）[31]
- NWAジョージア・タッグ王座：2回（w / スタン・バション）[32]

NWAミッドパシフィック・プロモーションズ
- NWAハワイ・タッグ王座：1回（w / ハードボイルド・ハガティ）[33]

NWAハリウッド・レスリング
- NWAアメリカス・タッグ王座：2回（w / マンマウンテン・マイク、チャボ・ゲレロ）[34]
- NWAビート・ザ・チャンプTV王座：1回

グランプリ・レスリング
- GPWタッグ王座：2回（w / マッドドッグ・バション×2）[35]